# U-1号潜艇 (1906年)
陛下之1号潜艇是德意志帝国海军建造的一艘潜艇或称U艇，也是德意志帝国历史上的第一艘潜艇。当1914年第一次世界大战开始时，该船被视为过时，仅被作为训练艇只使用，直到1919年2月19日，它在训练中被另一艘船击中。

## 设计
SM U-1是由德國造船公司弗里德里希·克虜伯日耳曼尼亞造船廠的西班牙工程師德伊奎威利（Raimondo Lorenzo D'Equevilley-Montjustin）根據鯉魚級潛艇重新設計的潛艇。與出口的鯉魚級相比，主要的改進包括：以調整艙取代可移動的重物，重新設計艏樓以提高遠航能力，直徑加大10釐米（3.9英吋），加強壓力殼，防止外部油艙漏油，重新布置內部設備和更重的壓艙龍骨。
德意志帝國海軍捨棄了使用汽油的作法，因為他們認為有火災和爆炸的風險，這已經在早期的潛艇中造成許多事故，U-1沒有使用曾為鯉魚級潛艇提供動力的汽油引擎，而是採用了更為安全的科爾庭煤油引擎。雖然通常煤油引擎是使用汽油啟動的，但U-1的引擎並未使用汽油，而是使用電力加熱的空氣來啟動。
科爾庭引擎不能逆轉，而且必須全速執行，因為無法將其轉速修改到能實用的程度，因此U-1安裝了可調螺距式的螺旋槳來控制速度，不過在後來的設計中該螺旋槳因效率低下而被捨棄，改使用煤油發電推進，該技術一直使用到1912-1913年的U-19裝載柴油推進器為止。

## 历史
U-1是在1904年秋天開始建造，於1906年8月試航，比原訂計畫晚了一年。總花費達1905000馬克（相當於2016年的11620000歐元）。 在1919年的一次訓練中，U-1遭到碰撞受損，之後被賣給了慕尼黑德意志博物館的日耳曼尼亞造船廠基金會，在那裡得到修復並公開展示。為了使參觀者能夠看到潛艇內部，船身右側有很大一部分被拆除。